# オッター・メディア
オッター・メディア・ホールディングス（Otter Media Holdings, LLC）は、アメリカ合衆国のメディア会社。かつてCrunchyroll、VRV、Fullscreen、ルースター・ティース、エレーション・スタジオなどを傘下に置いていた。オッター・メディアはAT&Tとチャーニン・グループの共同で設立されたが、2018年8月7日にAT&Tによって全株式を取得され、その後ワーナーメディア・セールス・アンド・ディストリビューションの子会社となったが、2022年4月8日、ワーナー・ブラザース・ディスカバリーの子会社に変更された。